# Terremoto de Chlef de 1954
El terremoto de Chlef de 1954 golpeó la provincia de Chlef en Argelia el 9 de septiembre de 1954 a las 02:04 hora local. El terremoto midió 6,7 en la escala de magnitud de momento y tuvo una intensidad máxima de Mercalli de XI. Destruyó Chlef, entonces llamada Orléansville, dejando más de 1.400 muertos y 5.000 heridos. Los daños se estimaron en 6 millones de dólares. Fue seguido por múltiples réplicas. Argelia enfrenta terremotos anuales y ha sufrido varios cambios en sus códigos de construcción de terremotos desde sus primeras regulaciones de ingeniería sísmica de 1717.

## Geología
Fuertes terremotos golpean Argelia anualmente, con un rango de intensidad en la escala de intensidad de Mercalli de VI a XI. Chlef fue golpeado por otro gran terremoto en 1980 que mató a 5.000 personas. El área de las Montañas del Atlas se enfrenta a una deformación sísmica, con solo cambios marginales de placa cada año. Ambos terremotos de Chlef se originaron en la misma zona de falla inversa.
El terremoto de 1954 midió 6,7 en la escala de magnitud de momento según el Centro Sismológico Internacional y tuvo una profundidad de 15 km. Hay evidencia de acortamiento de la corteza a lo largo de una tendencia noroeste-sureste cerca del epicentro, pero la estructura de las fallas es poco conocida. Debido a que Argelia tiene una plataforma delgada y una pendiente costera empinada, los deslizamientos de tierra submarinos son bastante comunes, especialmente durante los terremotos. Durante el terremoto de 1954, cinco cables telefónicos submarinos en el mar Mediterráneo fueron cortados por una avalancha, tres registrando la hora exacta del impacto.

## Daños y bajas
Los temblores se extendieron al oeste hasta Mostaganem, al sur hasta Tiaret y al este hasta Tizi Ouzou, y muchas réplicas siguieron al terremoto, incluido un gran temblor a las 23:18 hora local del 16 de septiembre que dañó aún más Orleansville. El choque principal rompió 16 km de roca, desgarrando fallas y creando fisuras visibles en el suelo a lo largo del macizo de Dahra. Los sobrevivientes describieron una sensación de rotación a lo largo de un eje y que los escombros les recordaron "ciudades bombardeadas en Europa". El Servicio Geológico de los Estados Unidos enumera el terremoto de 1954 entre los terremotos más mortíferos de la historia. La agencia France-Presse informó que fue el peor terremoto en la historia del norte de África.

## Secuelas
Chlef fue devastada por el terremoto; una quinta parte de ella totalmente destruida, fue reconstruida y rebautizada como El Asnam y más tarde Chlef. Si bien Argelia había establecido regulaciones de resistencia a los terremotos ya en 1717, fue el terremoto de 1954 el que marcó el comienzo de reformas integrales para el diseño resistente a los terremotos.